# Едуар Каргу
Едуар Каргу (фр. Édouard Kargu), при народженні Едуард Каргулевич (пол. Édouard Kargulewicz, 16 грудня 1925 — 13 березня 2010) — французький футболіст польського походження, що грав на позиції нападника за клуб «Бордо» та національну збірну Франції.

## Клубна кар'єра
У професійному футболі дебютував 1947 року виступами за команду клубу «Бордо», кольори якої і захищав протягом усієї своєї кар'єри гравця, що тривала дванадцять років. Більшість часу, проведеного у складі «Бордо», був основним гравцем атакувальної ланки команди. У складі «Бордо» був одним з головних бомбардирів команди, маючи середню результативність на рівні 0,42 голу за гру першості. У сезоні 1953/54 з 27 забитими голами став найкращим бомбардиром чемпіонату Франції.

## Виступи за збірну
1950 року дебютував в офіційних матчах у складі національної збірної Франції. Протягом кар'єри у національній команді, яка тривала 4 роки, провів у формі головної команди країни 11 матчів, забивши 3 голи.

## Титули і досягнення
- Чемпіон Франції (1):

«Бордо»: 1949-1950
- Фіналіст Латинського кубка (1):

«Бордо»: 1950
- Найкращий бомбардир Ліги 1: 1953-1954